# Helena Larroque
Helena Larroque de Roffo (Concepción del Uruguay, 1882-18 de febrero de 1924) fue una científica argentina, reconocida principalmente por haber fundado la Liga Argentina de Lucha Contra el Cáncer. Junto con su esposo, el doctor Ángel Roffo, fue una figura importante en la lucha contra esta enfermedad a comienzos del siglo XX.

## Biografía

### Primeros años y carrera
Larroque nació en la localidad de Concepción del Uruguay, Entre Ríos en 1882. En 1904 fue admitida en la Facultad de Medicina, aunque no tuvo la oportunidad de graduarse debido a una enfermedad. Más adelante conoció al doctor y científico Ángel Roffo, con quien contrajo matrimonio. La pareja empezó a realizar estudios sobre anatomía patológica con el médico Telémaco Susini.
En 1919 decidieron trasladarse a Europa para continuar con su formación. Allí tuvieron la oportunidad de trabajar con la renombrada científica Marie Curie. Al regresar a su país natal, Larroque se dedicó a sacar adelante la concreción del Instituto de Medicina Experimental para el Estudio y Tratamiento del Cáncer (conocido en la actualidad como el Instituto Oncológico Angel H. Roffo). En 1921 fundó la Liga Argentina de Lucha Contra el Cáncer y dos años después impulsó la creación del Instituto Cultural Roffo, encargado de promocionar actividades científicas, culturales y deportivas. También en 1923 creó la escuela de enfermería de la institución, encargada de formar profesionales en el cuidado y atención de los enfermos de cáncer.

### Fallecimiento y legado
Larroque falleció el 18 de febrero de 1924 a los 41 años. El mismo año, su esposo solicitó permiso para exhibir la imagen de Helena en la Sala de Sesiones del Instituto de Medicina Experimental. Fueron nombradas en su honor calles en Buenos Aires, Godoy Cruz, provincia de Mendoza y en Gualeguaychú, provincia de Entre Ríos; y en la ciudad de Buenos Aires una escuela (Medeyros y Crisólogo Larralde, barrio Villa Urquiza), una plazoleta (Av. Francisco Beiró y San Nicolás) y una biblioteca popular en Simbrón 3058, ambos en el barrio de Villa del Parque.